# Město zaslíbených
.

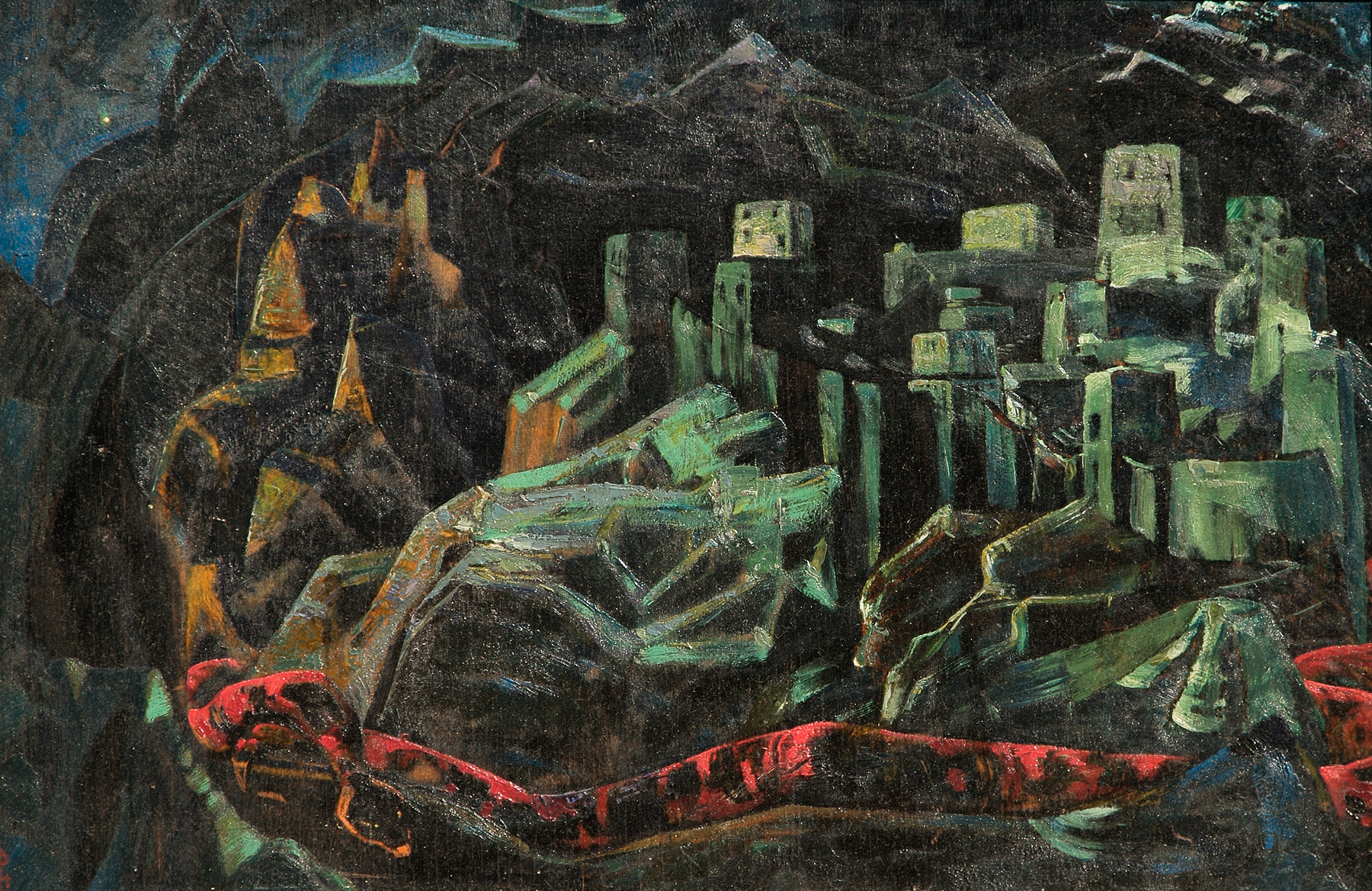
Odsouzené město, obraz Nikolaje Konstantinovíče Rericha z roku 1914

Město zaslíbených je název českého vydání orwellovsky laděného vědeckofantastického románu Град обреченный (Odsouzené město) ruských sovětských spisovatelů bratrů Strugackých. Román byl napsán již roku 1972, ale z politických důvodů mohl vyjít až v letech 1988–1989. Název románu vznikl na základě stejnojmenného obrazu ruského malíře, mystika a filozofa Nikolaje Konstantinovíče Rericha, který na autory velmi silně zapůsobil.

## Obsah románu
Hlavním hrdinou románu je ruský astronom Andrej Voronin z Leningradu, který se roku 1951 rozhodne, že se zúčastní blíže neurčeného experimentu ve zvláštním Městě ležícím vně našeho světa. Ve Městě shromáždili tajemní Kurátoři dobrovolníky z různých míst Země a různých dob (ze čtyřicátých let z Německa, z padesátých ze Sovětského svazu ze šedesátých z USA, ze sedmdesátých ze Švédska atp.) Všichni obyvatelé Města hovoří stejným jazykem a rozumí jeden druhému, přesto je každý přesvědčen o tom, že mluví svým rodným jazykem. Město má bezhvězdnou oblohu a umělé slunce, které se dle potřeby Kurátorů zapíná a vypíná. Z jedné strany je ohraničeno bažinou a z druhé pouští.
Zdánlivým cílem experimentu je vytvořit jednotnou společnost. Panuje zde rovnostářský systém, ve kterém se obyvatelé střídají v různých zaměstnáních podle toho, jak to určí jakýsi stroj (počítač). Andrej je tak nejprve popelářem, pak vyšetřovatelem a konečně šéfredaktorem jednoho z pěti městských deníků
Postupně se ale zdá, že se experiment vymkl kontrole a začíná se podobat jiným dvěma skutečným experimentům 20. století – fašismu a éře budování socialismu v Sovětském svazu. Dojde k převratu a k nastolení diktatury. Andrej, který se zdál být jejím velkým odpůrcem, se nakonec stane poradcem diktátora. Je pověřen vedením kartografické expedice, která má prozkoumat neobydlenou poušť. Jako důvod je uvedeno posílení obranyschopnosti armády Města před vpádem blíže neurčeného nepřítele z této oblasti, která ještě nebyla dostatečně zmapována.
Extrémní podmínky mnozí členové expedice nevydrží a vrátí se zpět do Města, někteří dokonce zahynou. Nakonec zůstane jen Andrej a jeho přítel Joska Kacman. Objeví rozvaliny měst z různých pozemských kultur, které dokazují, že tajemný svět Města je velmi starý. Docházejí jim zásoby, ale jdou neustále kupředu, protože Andrej se chce dostat k tzv. nulovému bodu, za kterým předpokládá existenci Antiměsta. Na jeho hranici zastřelí vlastně sám sebe při přestřelce se svým dvojníkem, který mu jde z Antiměsta naproti.
Andrej se pak probere v Leningradě opět v roce 1951 a Kurátor mu slavnostně sdělí, že právě překonal první kruh a že je jich před ním ještě mnoho. Andrej si uvědomí, že v Dantově Pekle jich bylo devět.

## Česká vydání
- Město zaslíbených, Baronet, Praha 1998, přeložili Jana Moravcová a Bohumil Neumann.
- Odsouzené město, Triton, Praha 2018, přeložil Konstantin Šindelář.